# جنیفر تور چایس
 جنیفر تور چایس (انگلیسی: Jennifer Tour Chayes؛ زاده ) یک فیزیک‌دان، ریاضیدان، و دانشمند علوم نظری رایانه اهل ایالات متحده آمریکا است. او رئیس کالج محاسبات، علوم داده و جامعه در دانشگاه کالیفرنیا، برکلی است که قبل از پیوستن به برکلی، همکار فنی و مدیر عامل مؤسسه تحقیقاتی مایکروسافت نیوانگلند در کمبریج، ماساچوست، که در سال ۲۰۰۸ تأسیس کرد، و همینطور مؤسسه تحقیقاتی مایکروسافت نیویورک سیتی، که در سال ۲۰۱۲ تأسیس کرد، بود.